# Abdelkader Taleb Oumar

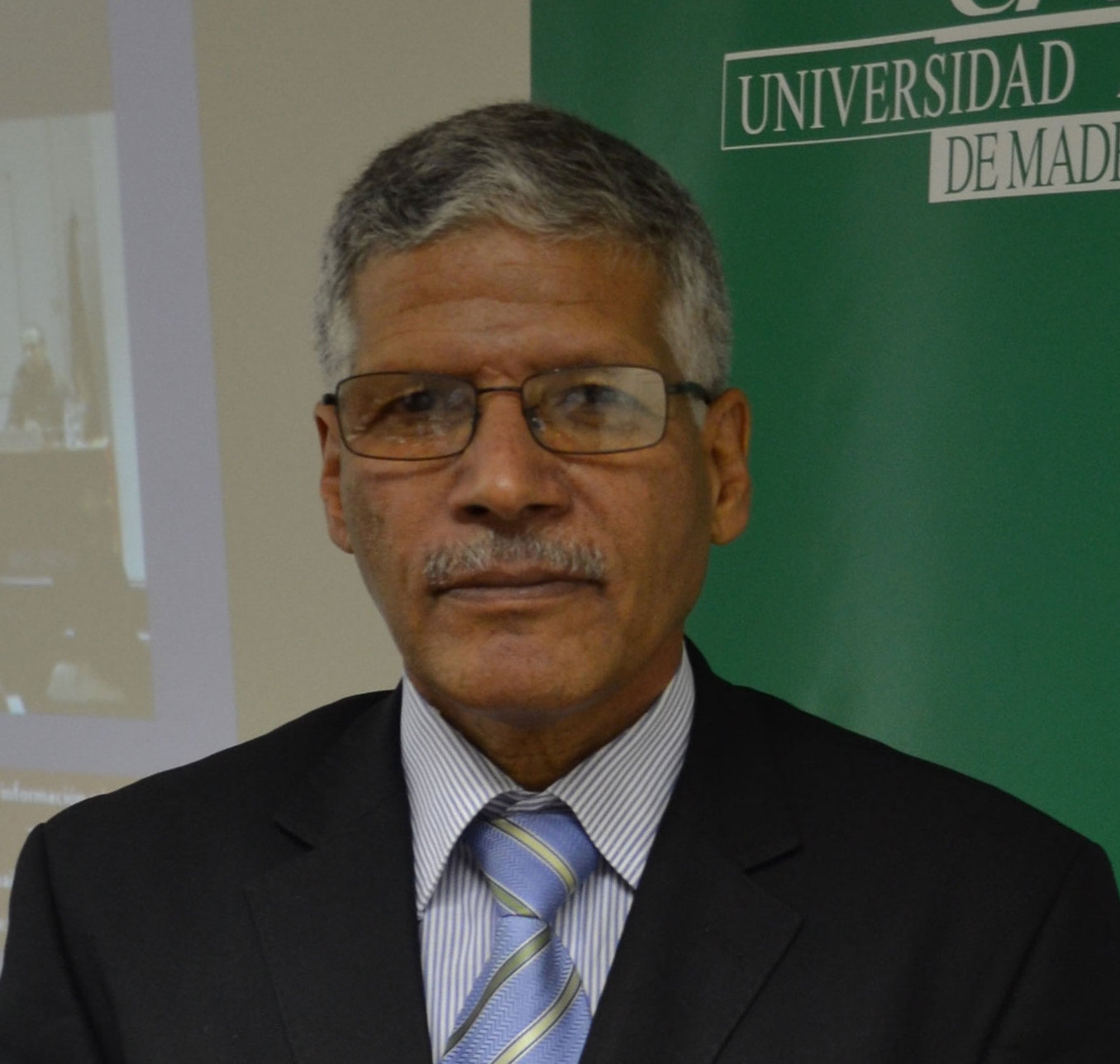
Abdelkader Taleb Oumar (2015)

Abdelkader Taleb Oumar war bis 2018 Premierminister und damit der Regierungschef in der Exilregierung der Demokratischen Arabischen Republik Sahara (DARS) (oft auch Westsahara genannt).
Er ist zudem ein Militär und Unabhängigkeitskämpfer der Polisario und wurde am 29. Oktober 2003 vom Exilkongress der DARS zum Regierungschef der Demokratischen Arabischen Republik Sahara ernannt. Dieses Amt hat er bis zum 4. Februar 2018 inne. Der Regierungssitz der westsaharischen Exilregierung (DARS), die hauptsächlich aus Militärs und Unabhängigkeitskämpfern der Polisario besteht, hat ihren Sitz in Tindouf in Algerien. Abdelkader Taleb Oumar ist ein aktives Mitglied der Frente Polisario. Er lebt seit 1975 in Tindouf in Algerien.
Zuerst war er in der Exilregierung der DARS in verschiedenen Ministerialämtern des Saharischen Nationalkonzils (Exilparlament der Demokratischen Arabischen Republik Sahara) tätig, ehe er zum Staatsoberhaupt bestimmt wurde. Er war damals zudem der Verwalter des Flüchtlingslagers für Verfolgte aus Westsahara in Tindouf in Algerien. Er vertritt den von der UN vorgeschlagenen Baker-Plan und ist der Meinung, die UN müssten die Marokkaner per UN-Resolution aus dem Gebiet der ehemaligen spanischen Kolonie Spanisch-Westafrika (Westsahara, DARS) verdrängen. Zudem fordert er die UN auf, die Exilregierung von Westsahara als die rechtmäßige westsaharische Regierung anzuerkennen. Er und die westsaharische Exilregierung (DARS) sind der Meinung, sie hätten als einzige das Recht, Westsahara zu vertreten. Er sprach dem Staat Südafrika seinen besonderen Dank für die Unterstützung der Polisario und der westsaharischen Bevölkerung sowie den westsaharischen Flüchtlingen aus.